# Dieter Danzberg
Dieter Danzberg (Duisburg, 1940. november 12. – Dorsten, 2019. december 28.) német labdarúgó, hátvéd.

## Pályafutása
A Meidericher SV korosztályos csapatában kezdte a labdarúgást, ahol 1959-ben mutatkozott be az első csapatban. 1965–66-ban a Bayern München, 1966 és 1969 között a Rot-Weiß Oberhausen, 1969–70-ben a Freiburger FC, 1970–71-ben az Eintracht Gelsenkirchen labdarúgója volt. A Bayernnal egy nyugatnémetkupa-győzelmet szerzett.

## Sikerei, díjai
Bayern München
- Nyugatnémet kupa
  - győztes: 1966